# Гелприн, Майк
Майк Ге́лприн (род. 8 мая 1961 года, Ленинград) — русский писатель-фантаст.

## Биография
Родился 8 мая 1961 года в Ленинграде. В 1984 году окончил Ленинградский политехнический институт. Два года отработал в НИИ «Энергосетьпроект».
В 1977 году прочитал девять повестей братьев Стругацких, что оказало огромное влияние на формирование Гелприна как взрослой личности, а позднее — как литератора.
В 1994 году сменил место жительства на Нью-Йорк.
Писать начал в середине 2000-х годов, первые несколько текстов написаны для покерного журнала. В 2005 году случайно обнаружил в Сети литературный конкурс, в котором решил принять участие. С тех пор пишет непрерывно, преимущественно короткую форму. До 2023 года включительно написал около четырёхсот текстов.
За 18 лет написал и опубликовал три романа и больше трёхсот рассказов и повестей.
Постоянный автор журнала «Русский пионер», пишущий по рассказу в каждый номер. Также публиковался в журналах «Мир фантастики», «Полдень, XXI век», «Реальность фантастики», «Наука и жизнь», «Техника — молодёжи», «Химия и жизнь», «Космопорт», «Российский космос» (рассказ «Когда взлетает рыба»), «Популярная механика», «Чайка» и многих других. Кроме того, публиковался в сборниках и антологиях издательств «Эксмо», «АСТ», «Снежный Ком М», «Рипол-классик».
В 2013 году в «Эксмо» вышел роман «Кочевники поневоле». В 2014 году в «Астрель, Спб» — роман «Хармонт. Наши дни», прямое продолжение «Пикника на обочине» Стругацких. В том же 2014 году в «Астрели» вышел авторский сборник рассказов «Миротворец 45-го калибра». В 2016 году в «Эксмо» — соавторский (с Юлией Гофри) роман «Уцелевшие».
В 2016 году совместно с Людмилой Дёминой (редактор «Эксмо») выдвинул концепт серии «Зеркало» — линейки межгендерных авторских сборников, в каждом из которых участвуют два автора разного пола. Концепт был принят издательством «Рипол-классик».
В 2017 году в «Рипол-классик» вышел авторский сборник Гелприна в тандеме с Ольгой Рэйн — «Зеркало для героев», он же первый том серии «Зеркало». Авторский сборник «Отражения и миражи» в тандеме с Иной Голдин — шестой том серии — вышел в марте 2018-го.
В 2018 году выдвинул концепт серии «Аква», также принятый издательством «Рипол-классик». Первые два тома серии «Аква» вышли в апреле 2019 года. В январе 2021 года Гелприн посредством своего аккаунта в сети «Фейсбук» объявил о своём выходе из проекта «Аква» и разрыве всех партнёрских отношений с Людмилой Дёминой, в связи с всплывшими фактами долговременной массовой невыплаты гонораров участвующим в проекте авторам.
В 2019—2020 годах в серии «Мозаика миров» издательств «T8 RUGRAM» и «Рипол-классик» вышли три авторских сборника рассказов Гелприна: «По ту сторону всего», «Свеча горела» и «Почти разумны».
Составитель ряда межавторских сборников: «Этот добрый жестокий мир», «Земля 2.0», «Всё зеркало», «Там, за зеркалом», «Бескордонье», «Еврейская фантастика. Проходит всё». Составлял также межавторские сборники, посвящённые памяти Стругацких: «Мир Стругацких. Полдень и Полночь» и «Мир Стругацких. Рассвет и Полдень», вышедшие в издательстве «Эксмо».
В 2023 году по поручению редакции журнала «Русский пионер» Гелприн составил опубликованную в журнале подборку рассказов ведущих российских фантастов, посвящённую памяти братьев Стругацких.
Победитель и призёр десятков литературных конкурсов: «Коллекция фантазий», «Мини-проза», «Рваная грелка», «Азимут», «Химия и жизнь», «Чёртова дюжина», «ФантЛабораторная работа», «Книга года по версии Фантлаба».
Считает себя учеником Бориса Натановича Стругацкого.
Ряд интернет-ресурсов используют рассказы Гелприна «Свеча горела» и «Канатоходец»  для подготовки школьников к ЕГЭ.

## Отзывы о творчестве Гелприна
Рецензии критика Василия Владимирского на роман «Хармонт. Наши дни» и авторский сборник «Миротворец 45-го калибра» были опубликованы в журнале «Мир фантастики». В одной из этих рецензий — на сборник «Миротворец 45-го калибра» — Владимирский отмечал, что он представляет собой сборник отличных рассказов и что «Гелприн — лучший рассказчик, появившийся в нашей фантастике за последнюю пятилетку» (рецензия написана и опубликована в 2014 году). По словам Владимирского, Гелприн вполне может рассматриваться в одном ряду с классиками Золотого и Серебряного века англо-американской фантастики: Фредериком Брауном, Робертом Шекли, Клиффордом Саймаком, Рэем Брэдбери. Для произведений Гелприна характерно мастерство психологического конфликта, умение строить живые, насыщенные информацией диалоги, мастерская работа с рефренами, чувство юмора, умение создать атмосферу «тревожного ожидания» и, если надо, разжалобить читателя, но без злоупотребления этим навыком. Как указывает Владимирский, подобным мастерством в написании фантастического рассказа обладает в современной русской фантастике только Гелприн, и «у автора хватит текстов ещё на полдюжины книг, не уступающих этой по качеству».